# Pterostichus mutus
Pterostichus mutus är en skalbaggsart som beskrevs av Thomas Say 1823. Pterostichus mutus ingår i släktet Pterostichus och familjen jordlöpare. Inga underarter finns listade i Catalogue of Life.